# Leopoldina (nagroda)
Leopoldina – nagroda naukowa, ustanowiona w 2004 roku przez Niemiecko-Polskie Towarzystwo Uniwersytetu Wrocławskiego, przyznawana pracownikom UWr. za prace z dziedziny nauk humanistycznych, stanowiące istotny wkład w kulturę europejską i uwzględniające tematykę polsko-niemiecką. Nagroda jest wręczana w Auli Leopoldyńskiej na uroczystym posiedzeniu Towarzystwa. Jej obecna wysokość wynosi 20 tys. zł.

## Laureaci nagrody
- 2004 – germanistka Anna Mańko-Matysiak
- 2005 – historyk sztuki Mateusz Kapustka
- 2006 – historyk Joanna Wojdon i anglista Piotr Chruszczewski
- 2007 – prawniczka Dagmara Kornobis-Romanowska
- 2008 – germanista Marcin Miodek
- 2009 – prawnik Łukasz Machaj
- 2010 – politolożka Izabela Wróbel
- 2011 – germanistka Marta Kopij
- 2012 – politolog Ireneusz Karolewski